# Midt i en jazztid (film)
Midt i en jazztid er en dansk film fra 1969, skrevet og instrueret af Knud Leif Thomsen efter en roman af Knud Sønderby.
Filmen modtog Bodilprisen for bedste danske film i 1970.

## Medvirkende
- Finn Storgaard
- Anne-Lise Gabold
- Torben Jetsmark
- Elsebeth Reingaard
- Gitte Reingaard
- Sisse Reingaard
- Susanne Heinrich
- Søren Rode
- Søren Strømberg
- Grethe Sønck
- Lotte Horne
- Palle Huld
- Ole Monty
- Inger Stender
- Jesper Langberg
- Olaf Nielsen
- Holger Vistisen
- Bent Weidich
- Ellen Margrethe Stein